# Богданова, Евгения Валентиновна
Евгения Валентиновна Богданова (14 мая 1937, Свердловск, РСФСР, СССР — 9 февраля 2025) — советская фигуристка, чемпионка СССР 1956 года в женском одиночном катании. Мастер спорта СССР (1954), судья международной категории.
Евгения Богданова окончила 1-й Московский медицинский институт. Кандидат медицинских наук.

## Спортивные достижения
| Соревнования/Сезоны | 1953 | 1954 | 1955 | 1956 | 1957 | 1958 | 1959 |
| ------------------- | ---- | ---- | ---- | ---- | ---- | ---- | ---- |
| Чемпионаты СССР     | 2    | 2    | 2    | 1    | 3    | 2    | 2    |